# كارلو غينسبورغ
كارلو غينسبورغ (Carlo Ginzburg)، ولد بمدينة تورينو عام 1939، مؤرخ إيطالي معاصر، عرف خاصة بالتاريخ المجهري.

## سيرته
- ينحدر من عائلة أدبية حيث كانت أمه ناتاليا غينسبورغ روائية، وكان والده ليون غينسبورغ صحافيا.
- درّس التاريخ بجامعة بولونيا الإيطالية قبل أن يتحول إلى جامعة كاليفورنيا بالولايات المتحدة الأمريكية. وقد اهتم بالسحر وقمعه في نهاية القرون الوسطى.
- كتب العديد من المقالات في عدد من المجلات العلمية من بينها مجلة الماضي والحاضر (Past and Present) ومجلة كراسات تاريخية (Quaderni Storici).
- في عام 1992 حصل على جائزة أبي واربورغ.

## مؤلفاته
من أهم مؤلفاته:
- الجبن والدود، عالم طحان فريولي من القرن السادس عشر (1976)Le fromage et les vers. L’univers d’un meunier frioulan du XVIe s وهو الكتاب الذي اعتبر فاتحة توجه جديد لدراسة التاريخ نحو التاريخ المجهري.
- تحقيق حول بيرو دلا فرانسيسكا (Enquête sur Piero della Francesca (1983.

## روابط خارجية
- كارلو غينسبورغ على موقع مونزينجر (الألمانية)